# أنطوان كرباج
أنطوان كرباج (4 سبتمبر 1935- 16 مارس 2025) من مواليد زبوغا، قضاء المتن. هو مسرحي وممثل لبناني قدير، أنجز خلال مسيرته الفنية عددًا كبيرًا من الأعمال المسرحية والدرامية. شارك بأعمال سورية عدة مع المخرج نجدة إسماعيل أنزور. بدأ مسيرته الفنية في مطلع ستينيات القرن العشرين، حيث التحق بمعهد المسرح الحديث التابع للجنة مهرجانات بعلبك الدولية بإدارة منير أبو دبس. ساهم في إنشاء فرقة المسرح الحديث وكان عضواً فيها، حيث لعبت هذه الفرقة دوراً رائداً في الحركة المسرحية في لبنان والعالم العربي.

## أعماله

### مسلسلات
- دور «جان فلجان» في مسلسل «البؤساء» لفيكتور هوغو، إخراج باسم نصر، تلفزيون لبنان، 1974.
- دور «البطولة» في مسلسل «ديالا» مع هند أبي اللمع، إخراج أنطوان ريمي، تلفزيون لبنان، 1976.
- دور «المفتش» في مسلسل «لمن تغني الطيور» مع نهى الخطيب، إخراج إيلي سعادة، تلفزيون لبنان، 1976.
- دور «بربر آغا» في مسلسل «بربر آغا» للكاتب أنطوان غندور، إخراج باسم نصر، تلفزيون لبنان، 1979.
- مسلسل «أوراق الزمن المر» عام 1996 مع منى واصف وجوليا بطرس وعمار شلق.
- ومسلسل «عشتار» عام 2004 مع أمل عرفة وعبد المنعم عمايري، وأدوار أخرى متميزة عرفها الجمهور العربي مثل جحا الضاحك الباكي.

### مسرحيات
- دور «يوسف بك كرم» في مسرحية يوسف بك كرم، أنطوان غندور، 1994.
- دور «ماكبث» في مسرحية لشكسبير، مهرجان جبيل الأول، 1962.
- دور «أورست» في «الذباب» لسارتر، مهرجان جبيل الثاني، 1962.
- دور «الملك» في مسرحية «الملك يموت» لأوجين يونيسكو، في بيروت، و القاهرة، وبغداد، ودمشق، 1965.
- دور «أوديب» في مسرحية «أوديب ملكاً» لسوفوكليس، بيروت وباريس، 1966.
- دور «المفتش» في مسرحية «علماء الفيزياء» لدور نمات، بيروت وعمان، 1967.
- دور «الملك» في مسرحية «هاملت» لشكسبير، مهرجانات بعلبك الدولية.
- دور «فاوست» في مسرحية «فاوست» لغوته، في عدة أماكن أثرية في لبنان، 1968.
- دور «المهرب» في مسرحية «يعيش يعيش» للرحابنة، بيروت، 1970.
- دور «الوالي» في مسرحية «صح النوم» للرحابنة، بيروت ومعرض دمشق الدولي، 1971.
- دور «فاتِك المتسلط» في مسرحية «جبال الصوان» للرحابنة، مهرجانات بعلبك الدولية ومعرض دمشق الدولي، 1972.
- دور «الملك غيبون» في مسرحية «ناطورة المفاتيح» للرحابنة، مهرجانات بعلبك الدولية ومعرض دمشق الدولي، 1972.
- دور «لمهرج» في مسرحية «المهرج» للشاعر السوري محمد الماغوط وإخراج يعقوب الشدراوي، بيروت، 1974.
- دور «أبو علي» في مسرحية «أبو علي الأسمراني» للكاتب التركي خلدون ثائر مع نضال الأشقر ومن إخراج برج فازليان، بيروت، 1974.
- دور «الحرامي» في مسرحية «المحطة» للرحابنة، بيروت، 1974.
- دور «القائد الروماني» في مسرحية «بترا» للرحابنة، عمان ودمشق وبيروت، 1977.
- دور «اليوزباشي عساف» في مسرحية «صيف 840» للرحابنة، كازينو لبنان، 1987.
- مسرحية «بليلة قمر» مع فرقة كركلا، كازينو لبنان، ومونتريال، ولاس فيغاس، 2000.
- «ألف ليلة وليلة»، إنتاج مدينة دبي للإعلام، دبي، ومهرجانات بعلبك الدولية، وبيروت، ولندن، 2002-2003.
- مسرحية «حكم الرعيان»، مهرجانات بيت الدين، ودمشق، وحلب، والدوحة، 2004-2005.

وأدوار أخرى عديدة.

### السينما
- دور البطولة في «نساء في خطر» مع إيمان، إخراج سمير الغصيني، 1982.
- دور البطولة في فيلم «الصفقة» مع رلى حماده، إخراج سمير الغصيني، 1984.
- دور البطولة في فيلم «امرأة في بيت عملاق»، إخراج زيناردي حبيس، 1985.

### الإخراج
- مسرحية «القبقاب» لأنطوان غندور، مسرح كازينو لبنان، 1979.
- مسرحية «بربر آغا» لأنطوان غندور، مسرح كازينو لبنان، 1981.

### الترجمة
- مسرحية «مكبث» لشكسبير.
- مسرحية «الذباب» لجان بول سارتر.
- مسرحية «أنطيغونا» لسوفوكليس.
- مسرحية «القصر» لفرانز كافكا.